# Adisura stigmatica
Adisura stigmatica är en fjärilsart som beskrevs av B.C.S Warren 1926. Adisura stigmatica ingår i släktet Adisura och familjen nattflyn. Inga underarter finns listade i Catalogue of Life.